# Van Van, empezó la fiesta
Van Van, empezó la fiesta es una película documental coproducción de Cuba y Argentina filmada en colores dirigida por Liliana Mazure y Aaron Vega sobre el guion de Martín Salinas que se estrenó el 14 de junio de 2001.

## Sinopsis
El musical cubano Los Van Van, cuenta su historia así como la de sus integrantes, desde su origen cuarenta años antes hasta la obtención del premio Grammy en 2000.

## Reparto
Participaron del filme:
- Juan Formell
- Pedrito Calvo
- Hugo Morejón
- Álvaro Collado
- Edmundo Pina
- Samuel Formell
- Jorge Leliebre
- Gerardo Miró
- Pedrito Fajardo
- Manuel Labarrera
- Julio Noroña
- Abel Álvarez como voz en la radio en español.
- Pablo Milanés
- Silvio Rodríguez

## Comentarios
Adolfo C. Martínez en La Nación escribió:

”Simpatía a raudales, algunos diálogos de sabroso cuño intencionadamente político, y sobre todo, mucha música”.

Ricardo Díaz en el sitio web <onafreak.com opinó:

”Además del virtuosismo rítmico de la banda, el documental se encarga de mostrar el sentimiento nacional cubano y su lucha silenciosa frente al imperialismo estadounidense y ese bloqueo. La banda en acción, al compás del ritmo asesino que mantiene desde hace décadas. Y lo hace bien, sin demasiado panfleto y con una noble búsqueda ideológica”.